# Bad Oeynhausen
Bad Oeynhausen är en stad i distriktet Minden-Lübbecke i Nordrhein-Westfalen, Tyskland. Det bor runt 50 000 personer i staden.
Staden har sitt namn efter sina kolsyrehaltiga saltkällor med en temperatur på 25–35 °C, av vilka den största är 725 meter djup och sprutar 42 meter högt.

## Historia

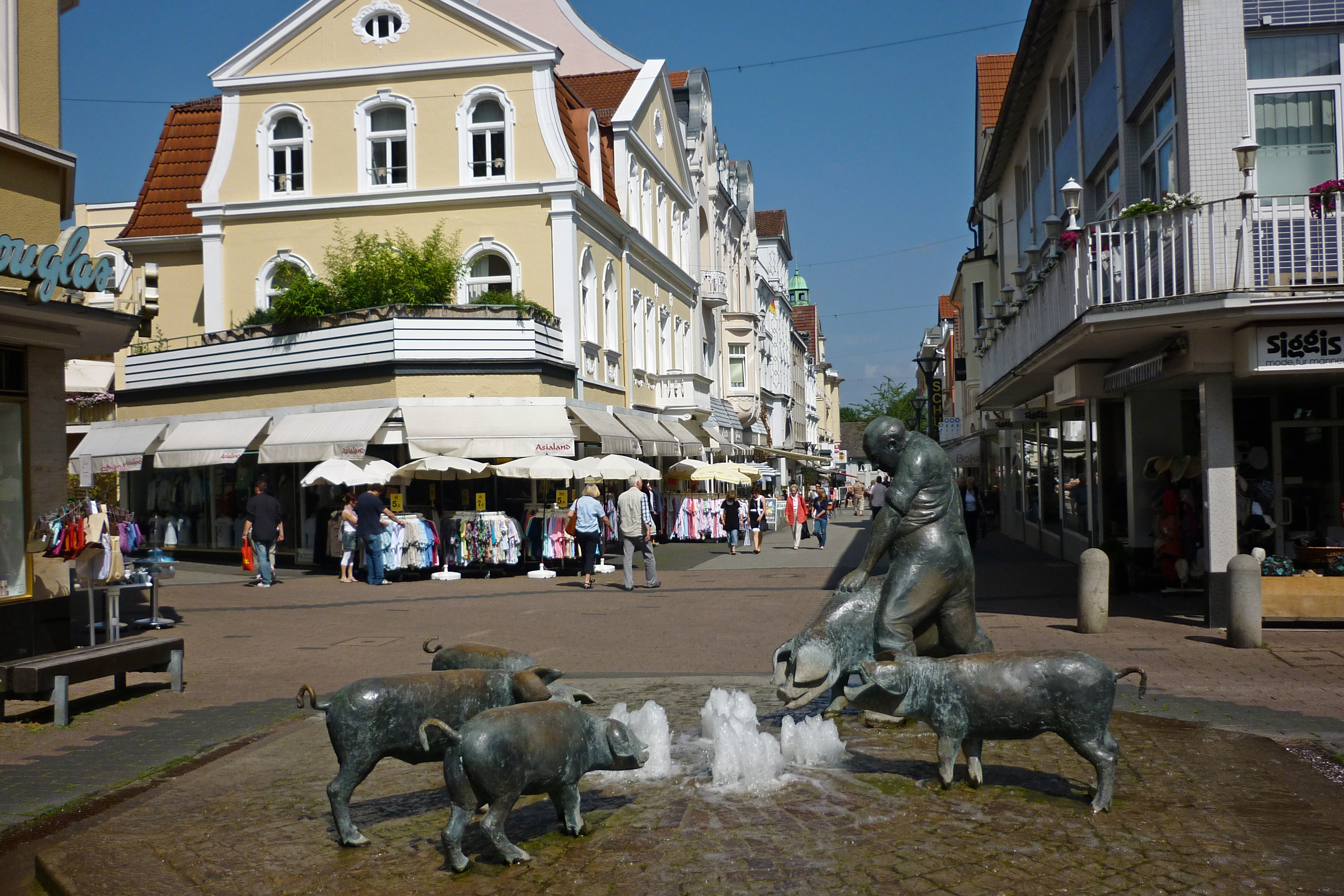
Sültemeyer Fontän.

Det äldsta skriftliga bevis på den nuvarande stadsområdet bevisar platsen Rehme (Rimie) 753 i de frankiska annaler 
.
Fredrik II av Preussen lät uppföra ett saltverk, som fick namnet "Königliche Saline Neusalzwerk". Om detta påminner i dag Sültemeierfontänen i centrum.
Bergmästaren Karl von Oeynhausen (1795–1865) borrade efter andra saltavlagringar, men hittade i stället en termisk salt källa. Badhus byggdes. 1848 gav Fredrik Vilhelm IV av Preussen platsen namnet "Kungliga (tyska: Bad) Oeynhausen".
När Köln–Minden-järnvägen öppnades 1847 fick staden anslutning till järnvägsnätet.
Den följande stadsutvecklingen var exceptionell. Bland annat anlades spa och trädgårdar enligt ritningar av Peter Joseph Lenné.
Ännu fler varma källor borrades, däribland "Jordansprudel", borrad år 1926, som är den största kolsyrehaltiga saltkällan i världen och idag är landmärke i staden med en kapacitet av 6 000 l/min.

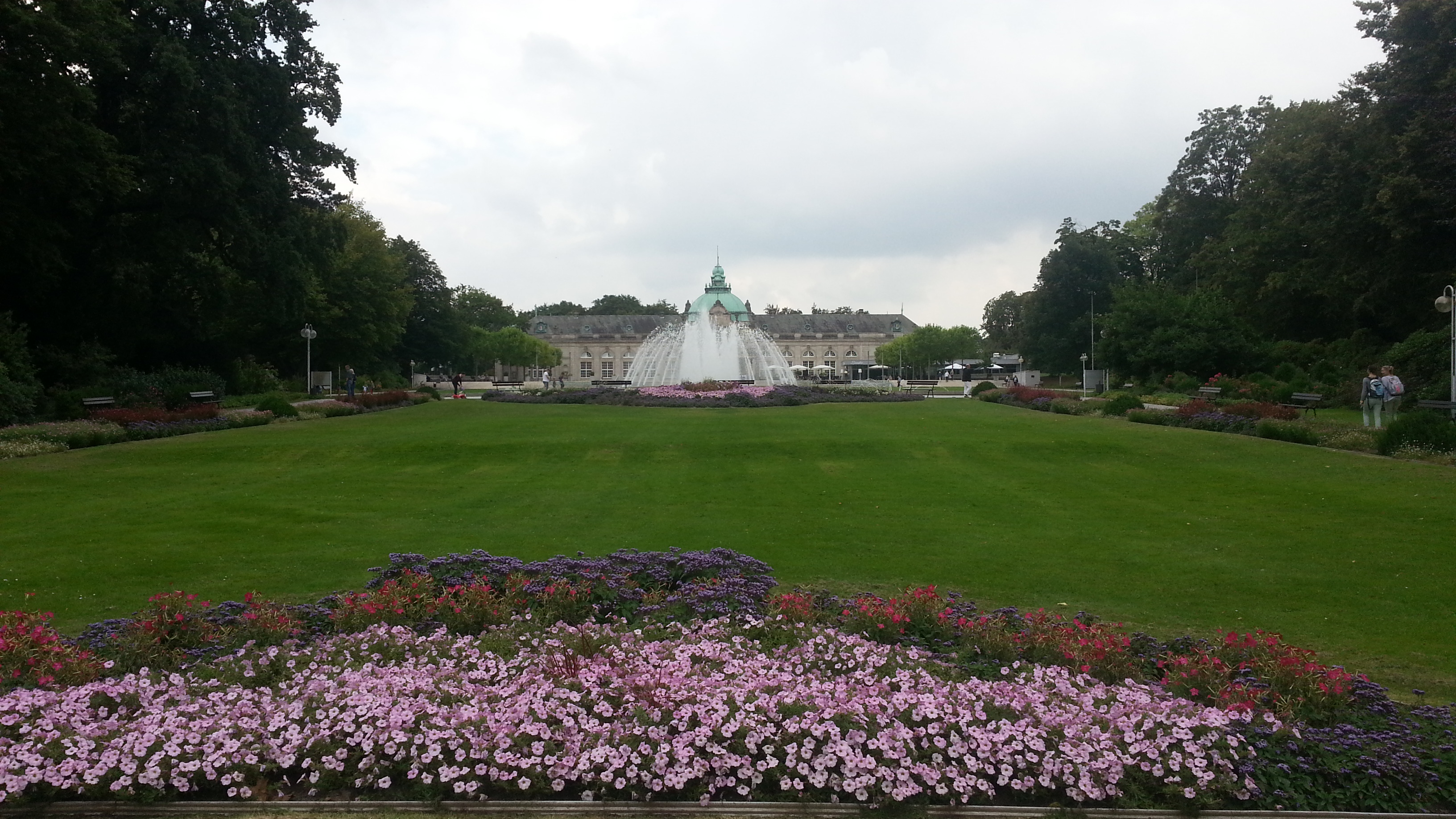
Den Kaiserpalais med Kurpark.

Under andra världskriget fanns 20 sjukhus för sårade i Bad Oeynhausen. Pansarfabriken "Weserhütte" bombades den 30 mars 1945. På denna dag dog minst 192 människor.
Kriget slutade i Bad Oeynhausen den 3 april 1945 med det oblodiga överlämnandet av staden till den amerikanska armén.
Efter andra världskriget fram till flytten till Berlin var Bad Oeynhausen säte för den brittiska kontrollkommissionen i den brittiska ockupationszonen. Dessutom hade staden huvudkontoret för den brittiska Rhenarmén.
Staden återfördes till lokal styrning 1954.

## Infrastruktur
Motorvägen A2 passerar Bad Oeynhausen på sin sträcka ifrån Ruhrområdet till Berlin. Motorvägen A30 ansluter till A2 vid staden. Den sista biten är dock inte motorväg då den passerar genom staden på vanliga vägar.

## Stadsdelar

Bad Oeynhausen - Stadsdelar

- Bad Oeynhausen (Centrum)
- Dehme
- Eidinghausen
- Lohe
- Rehme
- Volmerdingsen
- Werste
- Wulferdingsen

## Kända personer
- Arne Friedrich, fotbollsspelare
- August von Borries, ingenjör